# 千島和憲
千島 和憲（ちしま かずのり、1988年8月3日 - ）は、日本の元ラグビー選手。

## プロフィール
- 青森県出身。
- ポジションはプロップ(PR)。
- 身長 181cm、体重 110kg
- ニックネームはチッシー、チシ。
- 関東代表に選ばれたことがある[1]。

## 略歴
16歳からラグビーを始めた。
2007年、青森工業高校卒業後、東海大学に入る。なお東海大学時代の同級生には木津武士、リーチマイケル、森川海斗らがいる。
2011年、東海大学卒業後、三洋電機ワイルドナイツ（現・パナソニック ワイルドナイツ）に加入。
2014年12月28日に行われたジャパンラグビートップリーグ2nd第5節のサントリーサンゴリアス戦にて途中出場で公式戦初出場を果たす。
2018年、現役を引退した。